# 오클라호마시티 선더
오클라호마시티 선더(영어: Oklahoma City Thunder)는 미국 오클라호마주 오클라호마 시티를 연고지로 하는 NBA 서부 콘퍼런스 노스웨스트 디비전 소속 프로 농구팀으로 1967년 창단한 시애틀 슈퍼소닉스(영어: Seattle SuperSonics)를 2008년 구단주 클레이턴 베넷의 연고지 이전 신청이 NBA 사무국에서 승인되면서 오클라호마시티로 연고지를 옮기며 오클라호마시티 선더로 새롭게 단장하였다. 2007년 드래프트에서 케빈 듀랜트를, 2008년 드래프트에서는 러셀 웨스트브룩을 드래프트하면서 강팀으로 거듭났다. 2011년에는 서부 컨퍼런스 준우승을, 그리고 2012년에는 NBA 준우승을 하게 된다.

## 프랜차이즈 역사

### 2008–2009: 오클라호마시티 이적, 창단 시즌
2006년 전 스타벅스 CEO 하워드 슐츠는 시애틀 슈퍼소닉스(영어: Seattle SuperSonics)와 WNBA 팀인 시애틀 스톰(영어: Seattle Storm)을 오클라호마시티 투자자들의 모임인 프로농구 클럽 LLC에 3억 5천만 달러에 매각했다. 슈퍼소닉스와 스톰의 매각은 다음 해 10월에 NBA 구단주들에 의해 승인되었다. 2007년 클레이 베넷은 키 아레나와의 임대 계약이 만료되는 대로 오클라호마 시티로 프랜차이즈 사업을 이전할 것이라고 발표했다.
2008년 9월 3일, 오클라호마시티 프랜차이즈의 팀 이름, 로고 및 색상이 대중에게 공개되었다. "썬더"(영어: Thunder)라는 이름은 오클라호마가 오클라호마시티에 위치한 미 육군 제45보병사단인 썬더버드의 본거지로서 선택되었다. 슈퍼소닉스의 마지막 NBA 드래프트는 2008년이었고, 그들은 팀의 프랜차이즈 선수가 될 UCLA의 젊은 포인트 가드인 러셀 웨스트브룩을 4번째 순서로 지명했다.
정규 시즌 홈 개막전에서 썬더는 밀워키 벅스와 맞붙어 패배했다. 3일 밤 뒤인 11월 2일, 썬더스는 팀버울브스를 꺾고 첫 경기를 우승하여, 그들의 기록을 1-3으로 만들었다. 그 후 팀은 10연패 행진을 계속하다가 11월 22일, P. J. 칼레시모 감독과 폴 웨스트헤드를 해임하기로 결정했다. 그 후 스캇 브룩스 코치가 임시 코치를 맡았다. 오클라호마시티는 다음 4경기에서 패해 전 시즌 시애틀에서 14세트 연속 패한 시애틀 슈퍼소닉스와 동률을 이뤘다. 그러나 팀은 멤피스 그리즐리스와의 원정 경기에서 다음 경기를 이기면서 15연패를 막는데 성공했다.
시즌이 계속되면서 썬더스는 개선되기 시작했다. 3-29로 출발한 후, 썬더는 남은 50개의 경기를 20승 30패로 끝냈다. 더 많이 우승했을 뿐만 아니라 시즌 초반보다 훨씬 더 개선된 경기를 치렀다. 팀은 23 승 59 패의 기록으로 시애틀 슈퍼소닉스의 20 승 62패에서 향상된 기록을 보여줬다. 후반기 썬더스의 성공은 스캇 브룩스가 팀의 공식 감독으로 임명되는 데 기여했다.

### 2009–2012년: 우승권 도약

#### 2009–2010 시즌
많은 조정으로 가득 찬 취임 시즌 후에, 썬더는 오클라호마 시티에서 경기력을 향상시켰다. 오클라호마시티는 NBA 드래프트에서 전체 3순위로 애리조나 주립대학의 제임스 하든을 드래프트하는 것 외에 오프 시즌에 별다른 움직임을 보이지 않았다. 썬더는 로드리게스 보보이스를 2009년 드래프트에서 25번째 선발로 뽑은 뒤 곧바로 오하이오 주립 대학교의 센터 바이런 멀렌스를 댈러스 매버릭스로 이적시켰다. 그 후, 팀은 베테랑 센터 에탄 토머스와 가드 케빈 올리에를 추가했다. 2009년 12월 22일, 에릭 메이저가 유타 재즈로부터 이적하면서 선수 명단에 대한 중대한 변화가 일어났다. 구단은 즉시 올리에를 백업 포인트 가드를 대체시켰다.

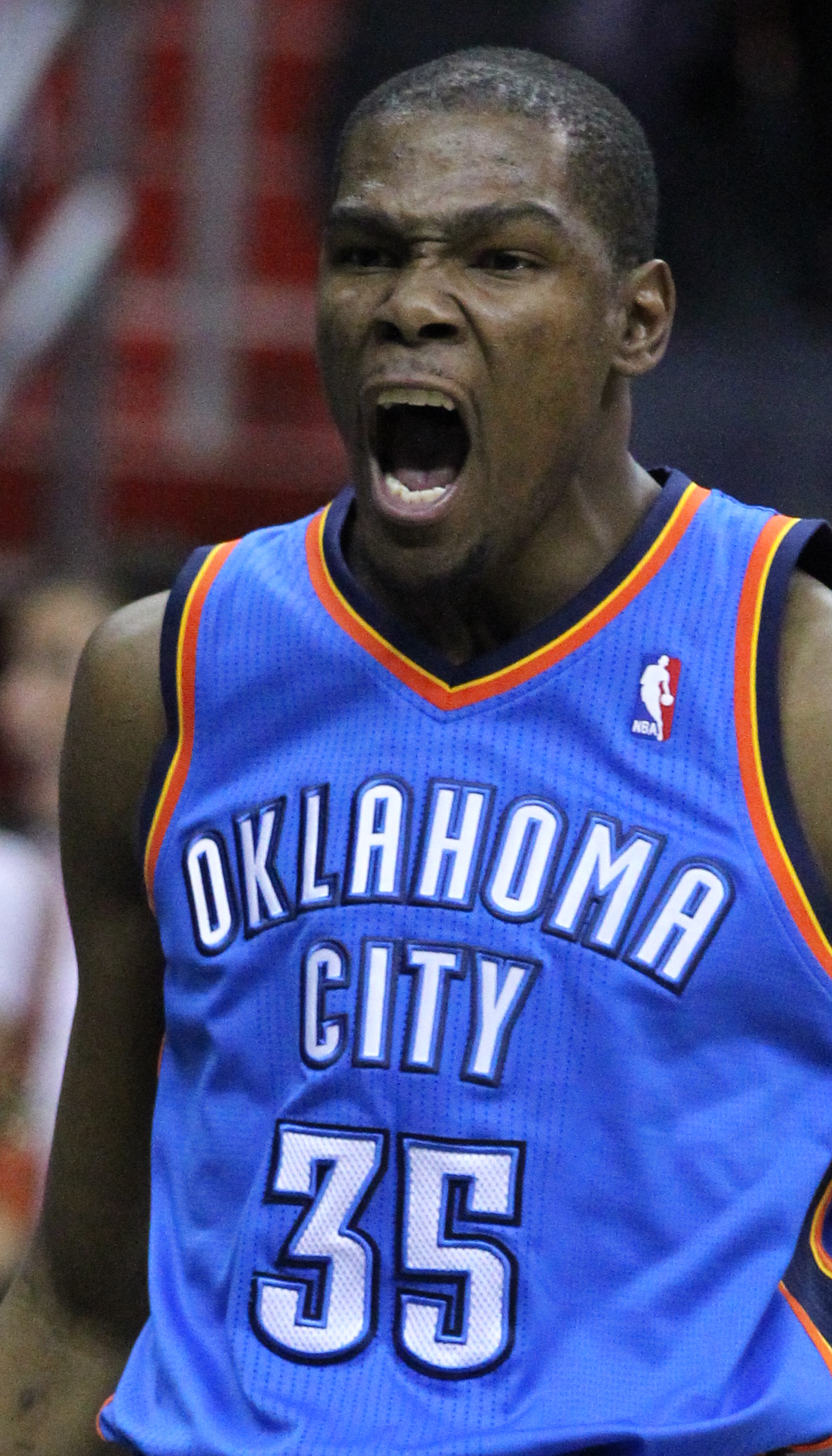
오클라호마시티 시절 케빈 듀란트

팀은 시즌 초부터 호기롭게 시작을 했다. 특히 러셀 웨스트브룩, 제임스 하든 등 썬더스의 젊은 선수들의 경험 증가와 함께 케빈 듀란트의 지도력이 증가하는 것은 썬더의 발전의 신호였다. 2009-10시즌은 동부 콘퍼런스 챔피언 올랜도 매직을 28점 차로 따돌리고 NBA 챔피언 로스앤젤레스 레이커스를 16점 차로 따돌리는 등 NBA 엘리트 팀들을 상대로 여러 차례 승리를 거두었다. 샌안토니오 스퍼스, 유타 재즈, 마이애미 히트, 보스턴 셀틱스, 댈러스 매버릭스에 대한 승리는 그들의 명성을 더욱 높였다. 비록 그들은 시즌 전반기 동안 약 우승 확률은 5할을 맴돌았지만, 9연승 행진을 계속하여 그들을 플레이오프 경쟁권 팀으로 만들었다. 케빈 듀란트는 82개의 모든 경기에서 활약하는 동안 한 경기에 평균 30.1 포인트를 기록하며 리그 역사상 득점왕을 차지한 최연소 선수가 되었다.
썬더는 50 승 32 패로 마감하여, 지난 시즌보다 두 배 이상의 승리를 거두었다. 50 승 32 패의 기록은 현대 플레이오프 시대에 8번째 시드로 가장 많은 승리를 위하여 2008 덴버 너기츠와 동점을 만들었다.그들은 노스웨스트 디비전 4위와 서부 컨퍼런스 플레이오프 순위 8위를 차지했고, 2010년 NBA 플레이오프에서 참가자격을 얻었다. 4월 22일, 팀은 홈에서 디펜딩 챔피언 로스앤젤레스 레이커스를 101 대 96으로 꺾으면서 그들의 첫 플레이오프 승리를 확보하였다. 이것은 또한 썬더의 포드 센터에서의 첫 플레이오프 승리였다. 썬더스는 각 2개의 경기에서 시리즈를 동점으로 만들었지만 레이커스는 시리즈에서 마지막 2개의 경기를 우승하여 4-2로 승리하였다.

#### 2010–2011 시즌
썬더는 2010-2011 시즌을 55 승 27 패의 기록과 함께 마쳤으며, 이는 전년도의 시즌보다 5승이 증가한 기록이다. 이는 오클라호마 시티로 이적한 이후 첫 디비전 타이틀임과 동시에 프랜차이즈 역사상 7위를 차지했다.
플레이오프에 진출해, 덴버 너기츠와의 4번 시드의 5번 시드의 매치업에서, 케빈 듀란트는 1차전에서 41점을 득점하여 새로운 경력 플레이오프 최고점을 설정하였다. 시리즈 마지막 경기에서 그는 다시 41점을 넣었고 포워드 서지 이바카는 9블록으로 플레이오프 경기(10개, 마크 이튼, 하킴 올라주원, 앤드루 바이넘이 세운 기록)에서 최다 블록 동점을 이룰 뻔했다. 썬더스는 시리즈에서 4대 1로 승리하였고, 불과 며칠 전 샌안토니오 스퍼스에 역전승을 거둔 멤피스 그리즐리스와 맞붙게 되었다. 썬더스는 그리즐리스를 상대로 4승 3패로 이기며 시리즈를 우승하면서 서부 컨퍼런스 결승전에 진출했다. 듀란트는 7번째 경기에서 39점을 득점하여 무서운 득점력을 과시했고, 러셀 웨스트브룩도 트리플 더블을 기록했다. 그러나 썬더는 결국 서부 컨퍼런스 결승전에서 댈러스 매버릭스에 4-1로 떨어졌다. 썬더스는 4차전에서 시리즈를 동점으로 만들 기회를 가졌지만 4쿼터 5분을 남겨놓고 15점 차 선두를 유지할 수 없었다. 그들은 연장전에서 112 대 105로 패했다.

#### 2011–2012 시즌
2011-2012시즌 오클라호마시티는 훌륭한 컨디션으로 시작했다. 그들은 홈에서 열린 올랜도와의 정규 시즌 첫 경기에서 승리했고 이후 5연승을 달렸다. 이 기간 동안 케빈 듀란트는 시즌 개막 후 4연속 30점 이상 득점한 여섯 번째 선수가 되었다. 게다가, 썬더스는 휴스턴 로키츠와의 백투백 일정을 승리하고, 그 후 샌안토니오 스퍼스와 맡붙으면서 연속하여 승리하였다. 썬더의 스타팅 멤버였던 듀란트, 웨스트브룩, 하든, 퍼킨스, 이바카는 2012년 올스타 투표에 참여하였다. 2012년 2월 11일 썬더가 유타 재즈를 이긴 후, 스콧 브룩스는 2012 NBA 올스타 경기의 서부 컨퍼런스 올스타 선수단의 감독으로 임명되었다.
2012년 NBA 플레이오프 1라운드에서 썬더는 댈러스 매버릭스를 4승 0패로 이긴후 2라운드에서 작년 챔피언이었던 레이커스를 만났다.그들은 레이커스를 5개의 경기에서 4승 1패로 승리하고 서부 컨퍼런스 결승에서 샌안토니오 스퍼스와 경기를 했다. 썬더는 스퍼스를 상대로 첫 두 경기에서 졌지만, 5차전 도로 승리를 포함한 다음 세 경기에서 승리하여 시리즈에서 3-2로 우월한 고지를 차지했다. 6번째 경기에서 썬더는 스퍼스를 107 대 99로 물리치고 2012 NBA 파이널에 진출하였다. 듀란트는 34점으로 선두를 달리며 전 경기에 출전했다. 그러나 2012년 마이애미 히트를 상대로 한 NBA 파이널에서, 썬더는 홈에서 첫 경기를 우승하였으나, 5개의 경기에서 시리즈를 패하여 4연패하였다.

### 2012–2016년 웨스트브룩·듀란트 시대

#### 2012–13 시즌

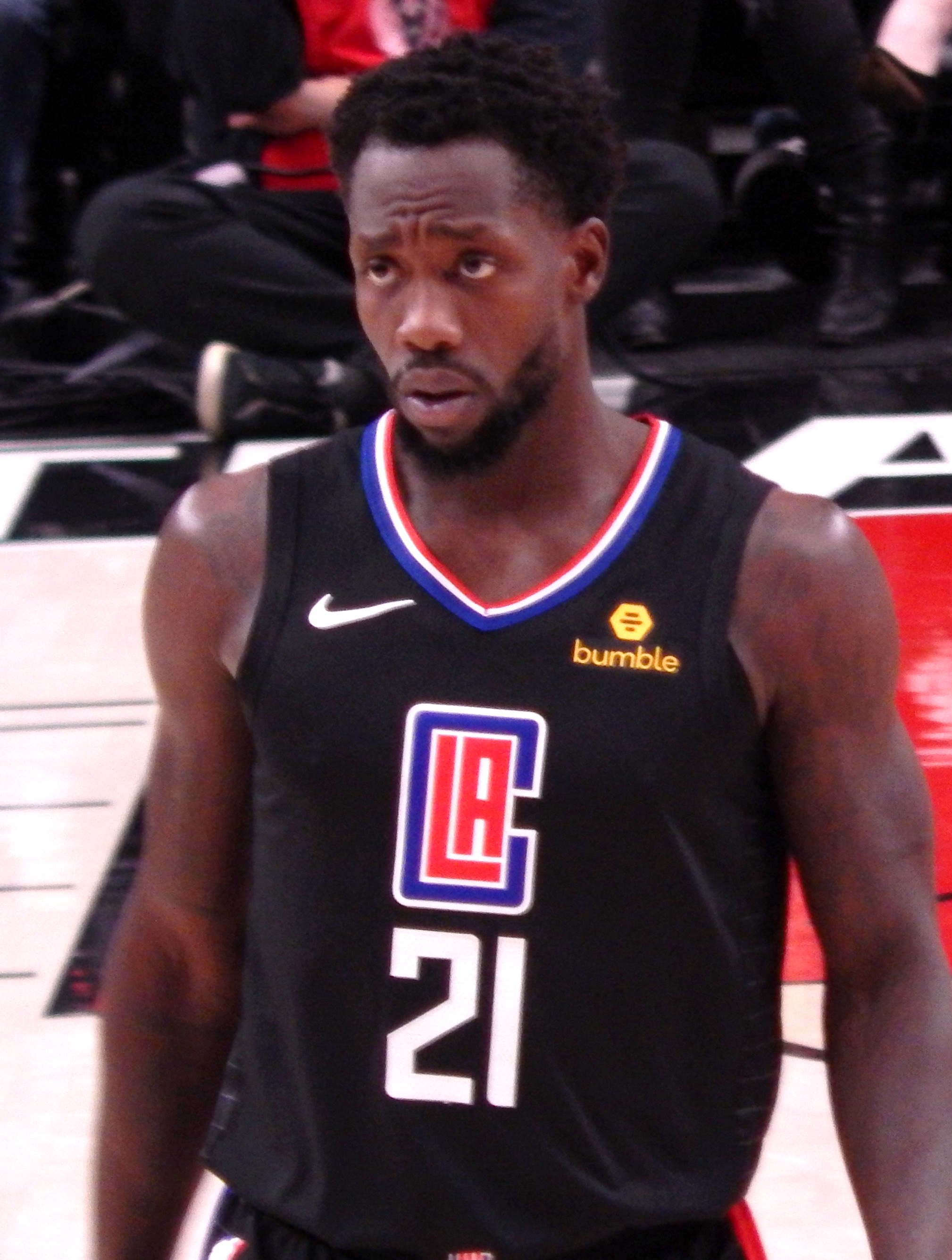
페트릭 베벌리-웨스트브룩을 다치게 한 장본인이다.

2012년 썬더는 포워드 서지 이바카에게 4년 4천8백만 달러의 연장으로 재계약했다. 그러나 제임스 하든이 4년, 5200만 달러 상당의 연장에 계약하지 못하자, 구단 측은 사치세 과징금을 무는 선택 대신 하든을 트레이드하기로 했다. 썬더는 60 승 22 패의 정규 시즌과 함께, 북서부 디비전 타이틀과 서부 콘퍼런스의 톱 시드를 모두 가져갔다. 플레이오프 1차전에서는 전 팀 멤버 제임스 하든이 출전한 8번 시드의 휴스턴 로키츠와 맞붙었다. 시리즈 2차전에서 러셀 웨스트브룩은 로키츠의 포인트 가드 패트릭 베벌리에 타격을 입었고, 부상으로 넘어져 무릎 수술을 받은 후 플레이오프에 진출하지 못했다. 팀의 2위 득점자가 없는 가운데, 3-0으로 앞선 썬더스는 다음 두 경기에서 패하여 시리즈를 3-2로 만들었다. 6번째 경기에서 썬더는 2라운드에 진출하는 데 로키츠를 물리쳤고, 멤피스 그리즐리스와 2라운드에서 마주했다. 썬더스는 홈에서 열린 1차전에서 승리한 후 4연패하며 시리즈를 4-1로 패하였다.

#### 2013–2014 시즌
썬더는 2013년 NBA 드래프트에서 12번째 선발 선수로 스티븐 애덤스를 선정했다. 팀은 59 승 23 패의 기록과 함께 서부 콘퍼런스에서 2위를 했다. 그들은 플레이오프에서 멤피스 그리즐리스와 세 번째로 만났고, 오클라호마시티는 7경기에서 승리해 4승 3패로 로스앤젤레스 클리퍼스를 준결승전에서 상대했고, 6경기에서 4승 2패로 승리했다. 서부 컨퍼런스 결승에서 그들의 상대는 샌안토니오 스퍼스로, 스퍼스에게 4-2로 패배했다

#### 2014–2016
2014년 시즌이 시작되기 몇 주 전에, 썬더는 듀란트가 그의 오른발에 골절 진단을 받고 시즌의 첫 17개의 경기를 놓치면서 좌절에 시달렸다. 포틀랜드 트레일블레이저스와의 개막전에서 웨스트브룩은 38득점을 올렸지만 오른손의 작은 골절로 인해 빠지게 되었다. 시즌 중반에 웨스트브룩과 듀란트가 둘 다 복귀했고, 비슷하게 더 많은 부상을 입었다. 듀란트는 3월에 나머지 시즌에서 제외되었고, 발 수술을 받기로 결정했다. 웨스트브룩은 또한 오른쪽 뺨의 골절상을 치료하기 위해 3월 초에 수술을 받아야 했다. 며칠 후 그는 돌아와 2월부터 4월까지 웨스턴 컨퍼런스 이달의 선수 영예에 가는 길에 여러 차례 트리플 더블을 기록했다. 그는 또한 2014-2015 NBA 득점왕을 차지하였다. 하지만 이 노력에도 불구하고 썬더스는 플레이오프에 진출하지 못했고 웨스트브룩은 MVP에 미달해 투표에서 4위를 차지했다. 시즌은 45 승 37 패의 기록으로 끝냈다. 2015년 4월 22일, 스콧 브룩스는 썬더스의 감독에서 해임되었다. 빌리 도노반은 2015년 4월 30일에 고용되었다. 이것은 도노반이 2007년에 올랜도 매직을 떠난 후, 도노반의 첫 주요 NBA 감독직이었다. 빌리 도노반이 부임한 썬더는 북서부 디비전을 우승하고 서부 콘퍼런스에서 3번 시드를 따냈다. 그러나 컨퍼런스 파이널에서 골든스테이트 워리어스에 밀려 3-1로 앞선 선두를 날리고 패배했다.

### 2016–2017: 듀란트의 이적과 웨스트브룩의 MVP

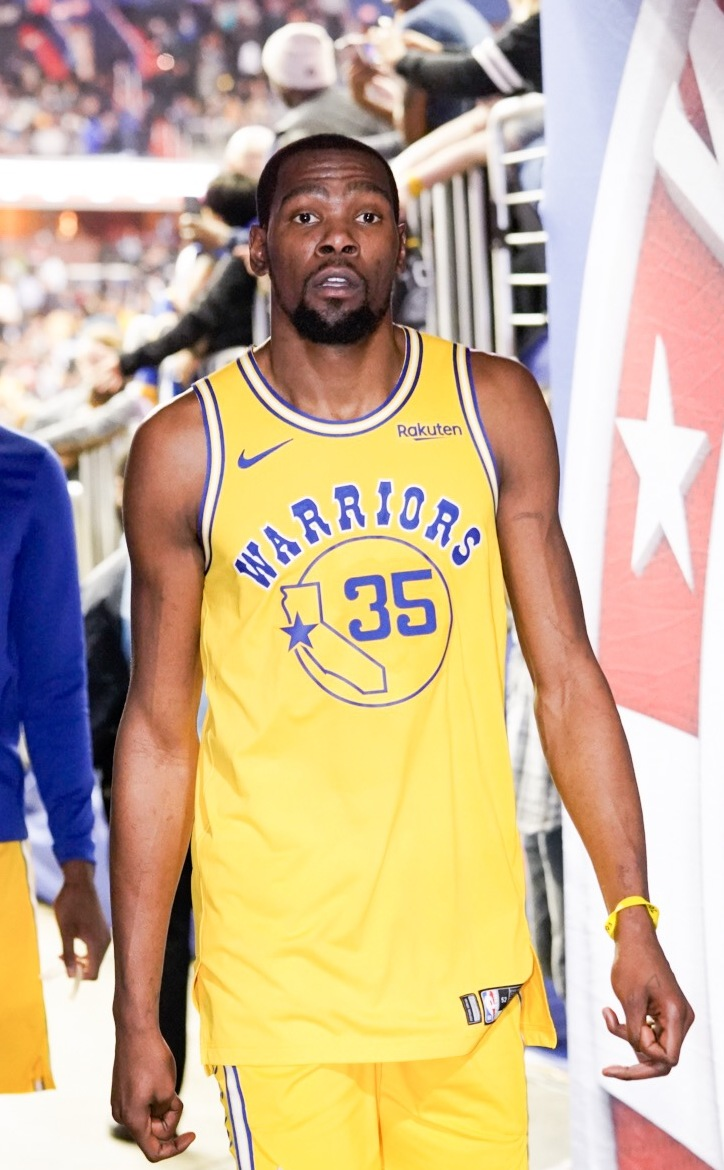
골든스테이트의 유니폼을 입은 듀란트

자유계약선수(FA)의 슈퍼스타 케빈 듀란트의 미래에 대한 많은 추측이 있은 후, 그는 2016년 7월 4일 워리어스에 입단한다고 발표했다. 지난 시즌 73승을 거둔 우승후보였던 워리어스에 합류함으로 인해 듀란트는 르브론의 행보와 비교당하며 많은 언론의 질타를 받았다. 7월 7일, 듀란트는 워리어스 조직에 의해 공식적으로 소개되었고, 2년 5430만 달러의 계약을 맺었다.

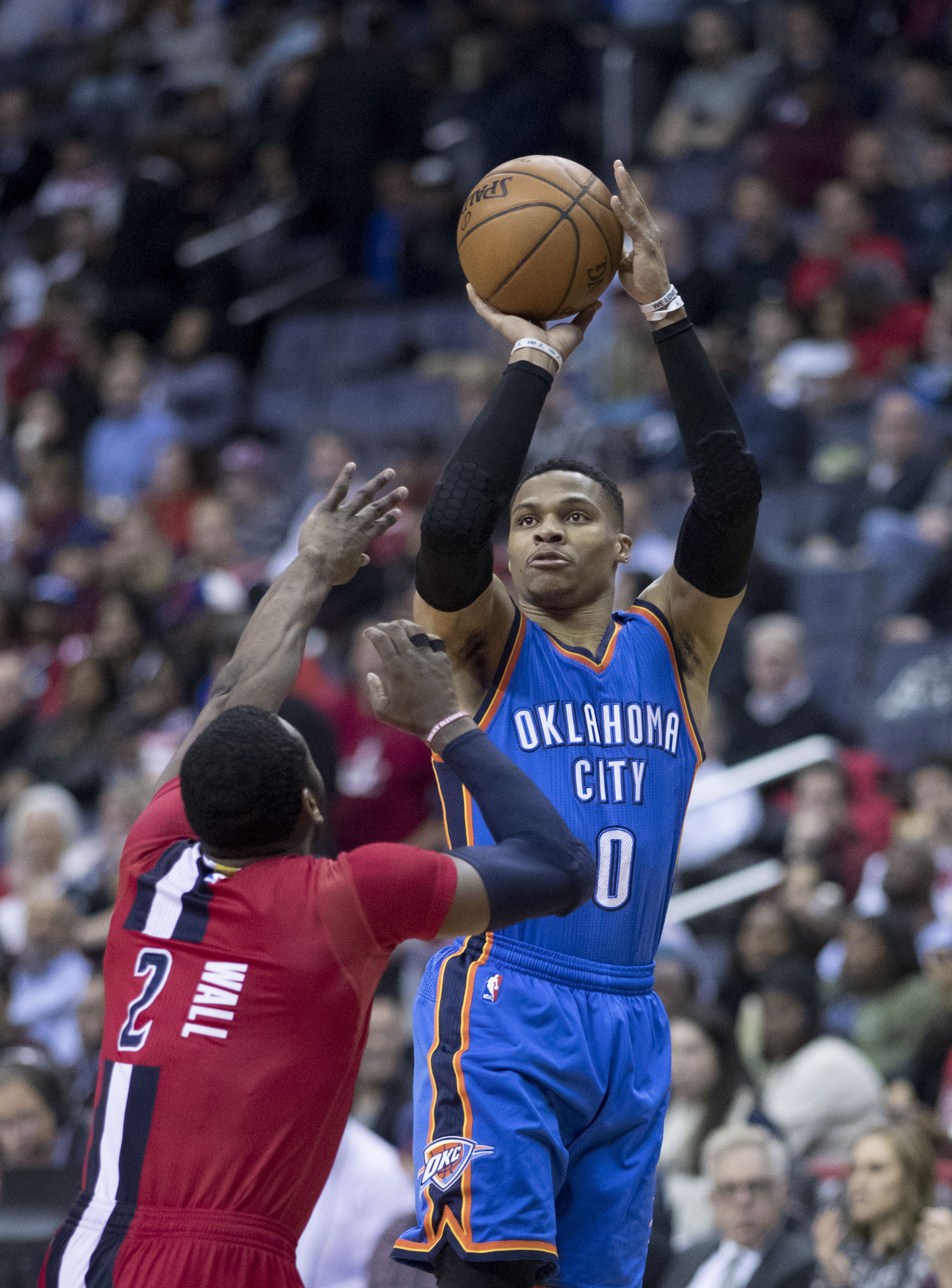
2016-2017시즌 웨스트브룩은 평균 31득점 10리바운드 10어시를 기록하며 시즌 mvp를 수상하게 된다.

이와는 반대로 016년 8월 4일, 웨스트브룩은 썬더스 함께 남기로 3년 연장에 동의했다. 팀의 위기 아닌 위기였던 2016-2017 시즌 웨스트브룩은 평균 31.6 포인트, 10.4 어시스트, 10.7 리바운드와 함께 웨스트브룩은 오스카 로버트슨 이래 NBA 시즌 동안 평균 트리플더블을 이룬 첫 선수가 되었고, NBA 역사상 단 두 번째 선수가 되었다. 2017년 4월 2일, 웨스트브룩은 오스카 로버슨의 NBA 시즌 최다 트리플 더블 기록 (41번)과 동률을 이뤘다. 그는 덴버 너기츠를 상대로 4월 9일 기록을 깼고, 시즌의 42번째 트리플 더블을 기록했다. 이에 팀은 NBA 플레이오프에서 휴스턴 로키츠와 함께 썬더의 3번 시드 매치업을 확보했다. 그러나 오클라호마시티는 1라운드에서 휴스턴 로키츠에 4-1로 패하였다. 팀의 패배에도 불구하고, 웨스트브룩은 코트에 있는 동안 평균 +14의 득실마진을 남겼으며 시리즈 동안 평균 트리플 더블을 기록했다. 이에 그는 시즌이 끝난 후 리그 MVP로 선정되었다.

### 2017–2019년 웨스트브룩·조지 시대

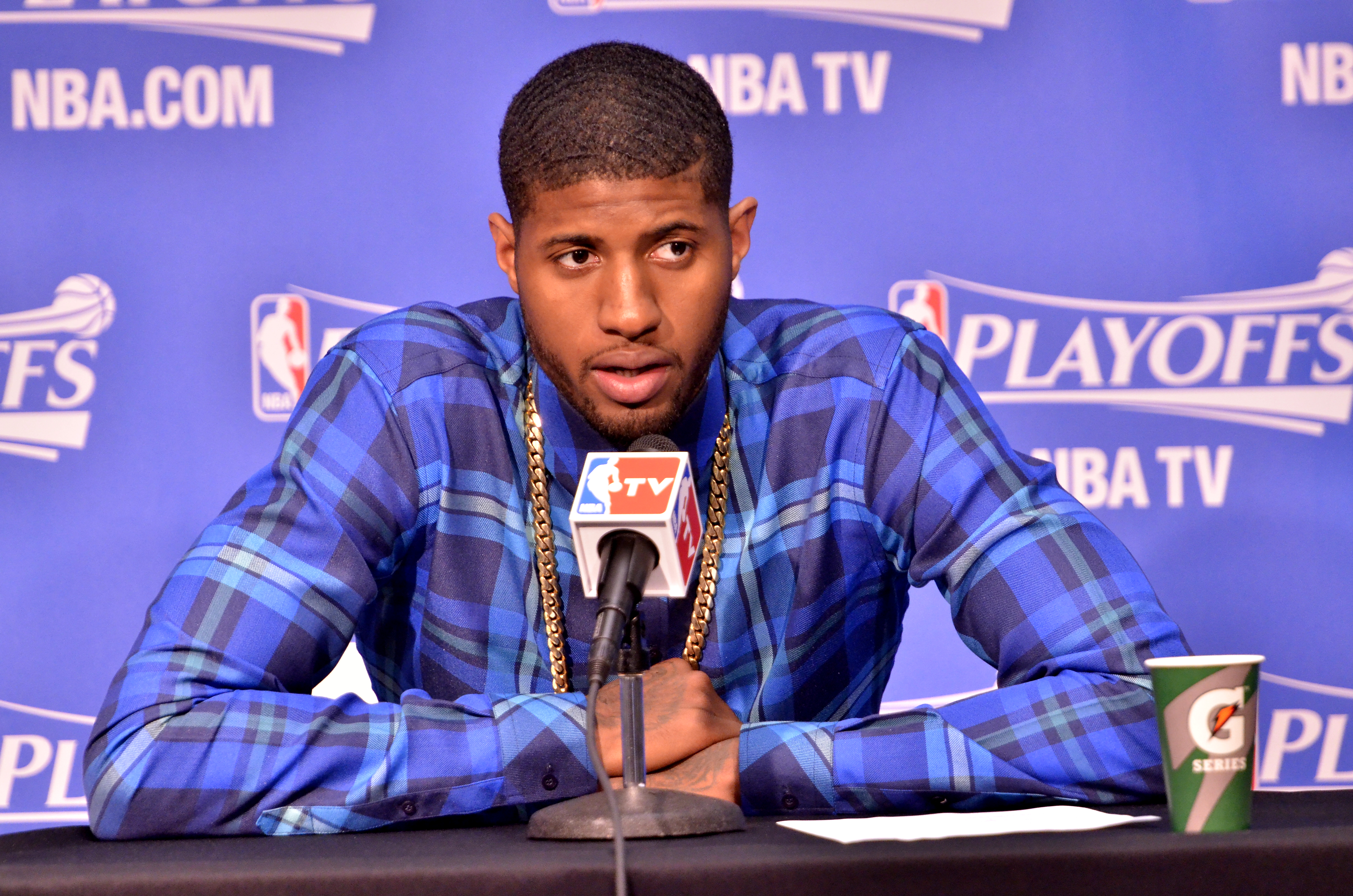
2018-2019 시즌 폴조지는 썬더의 득점 리더로 활약하며 일명 MVPG로 불리었다.

선수 명단을 강화하고 웨스트브룩의 지원 배역을 개선하기 위해 썬더스의 프론트 오피스는 팀을 재편하기 위해 공격적인 움직임을 보였다. 2017년 7월 6일, 썬더는 인디아나 페이서스와 함께 4차례 올스타 포워드 폴 조지를 영입하여 가드 빅터 올라디포와 포워드 도만타스 사보니스와 교환하였다. 마지막으로, 9월 25일, 썬더는 센터 에네스 칸터, 더그 맥더모트, 그리고 그들이 이전에 시카고 불스로부터 획득한 2018년 2라운드 드래프트 선발권과 교환하여 뉴욕 닉스로부터 올스타 포워드 카멜로 앤서니를 획득하였다. 2017년 9월 29일, 썬더스는 러셀 웨스트브룩과 5년 연장 계약을 맺었다. 이렇게 결성된 빅3의 썬더는 생각만큼 좋은 성과를 보이지 못하며 2017-18 시즌을 48 승 34 패의 기록과 함께 끝내고 플레이오프 1라운드에서 유타 재즈에 4 대 2로 졌다.
2018년 7월 6일, 폴 조지는 썬더스와 재계약을 맺었다. 2018년 7월, 썬더는 3자 트레이드에서 카멜로 앤서니와 2022년 보장된 1라운드 픽을 애틀랜타 호크스로 이적시켰다. 이 경기에서 썬더는 애틀랜타 호크스의 가드 데니스 슈뢰더와 필라델피아 세븐티식서스의 포워드 티모테 루와우-카바로트를 영입했다.썬더스는 또한 가드 디온테 버튼도 영입하여 오클라호마시티 블루와 쌍방향 계약을 맺었다.

### 2019–2020: 웨스트브룩 이후, 리빌딩
샘 프레스티 단장은 2019년 7월 10일 폴 조지를 로스앤젤레스 클리퍼스로 이적시켰다.그 대가로, 그들은 다닐로 갈리나리, 샤이 길저스-알렉산더, 그리고 미래의 1라운드 드래프트 선발권을 받았다. 트레이드가 발표된 후, 카와이 레너드가 조지에게 클리퍼스에 합류하도록 설득한 결과로 조지가 개인적으로 클리퍼스에 트레이드를 요청했다고 밝혀졌다. 그들은 또한 2020년 드래프트 1라운드 선택권을 위해 제라미 그랜트를 덴버 너기츠로 이적시켰다.
폴조지 트레이드 이후, 샘 프레스티 총단장은 팀이 웨스트브룩이라는 스타 한명에 맡겨지기엔 프랜차이즈의 미래가 위태롭다는 것을 감지했다. 이에 7월 16일, 썬더는 웨스트브룩을 휴스턴 로키츠로 이적시켰다. 그 대가로 썬더는 크리스 폴과 두 번의 향후 1라운드 드래프트 선발, 그리고 두 번의 향후 로키츠와의 교환권을 받았다.
크리스폴이 이끌게 된 오클라호마 썬더는 예상외로 선전을 하며 2019-2020시즌을 44승 28패라는 기록으로 서부 컨퍼런스에서 5위를 기록했다.
이후 플레이오프에서 제임스 하든이 이끄는 휴스턴 로키츠와 만나 6차전까지 가는 접전을 펼쳤으나 7차전에서 하든의 결정적인 블락으로 인해 1라운드에서 탈락하고 만다.

## 마스코트

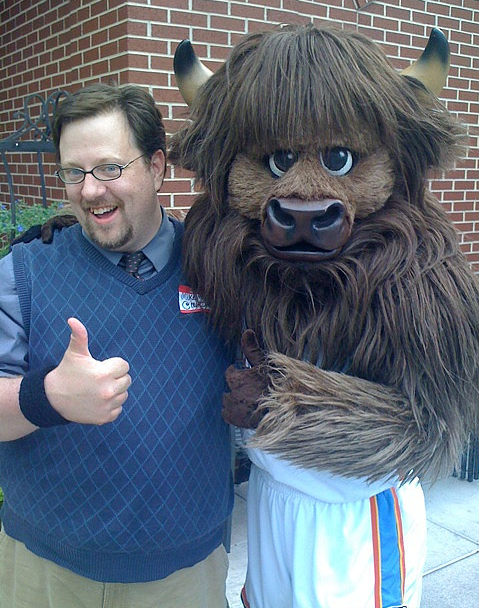
OKC의 마스코트

### Rumble The Bison
2009년 2월 17일, Rumble the Bison은 뉴올리언스 호네츠와의 경기 전반전에서 새로운 썬더의 마스코트로 소개되었다.

## 역대 홈경기장

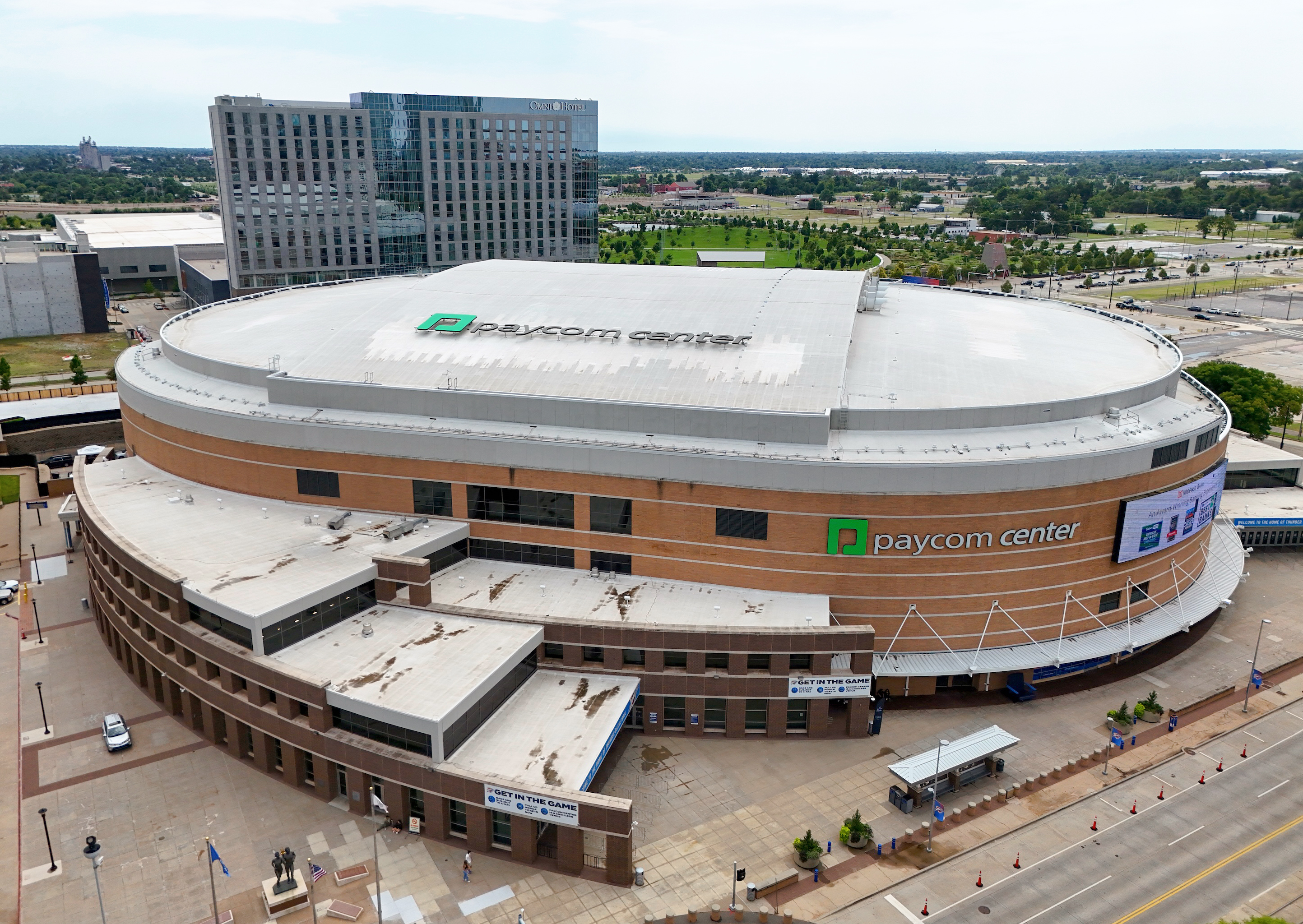
오클라호마시티 선더의 홈경기장인 경기장 페이콤 센터

| 경기장                   | 사용기간    | 수용인원 | 장소                        | 비고                                                                                                 |
| ------------------------ | ----------- | -------- | --------------------------- | --- |
| 오클라호마시티 선더      |             |          |                             | |
| 페이콤 센터              | 2008년~현재 | 18,203명 | 오클라호마주 오클라호마시티 | 포드 센터 (2008년~2010년) 오클라호마시티 아레나(2010년~2011년) 체서피크 에너지 아레나(2011년~2021년) |
| 뉴 오클라호마시티 아레나 | 2028년~미래 | 미정     | 오클라호마주 오클라호마시티 | 빈칸                                                                                                 |

### 새 홈경기장
2023년 9월 12일, 오클라호마시티는 최소 9억 달러의 비용과 2028년 개장 예정인 선더를 위한 새로운 도심 경기장을 건설할 계획이라고 발표했다. 팀 소유주는 오클라호마시티가 경기장 건설 비용의 대부분을 지원해 줄 것을 요청했다. 경기장 보조금을 열렬한 지지자인 데이비드 홀트 오클라호마시티 시장은 도시가 새 경기장 건설 비용을 지불하지 않으면 팀이 오클라호마시티를 떠날 것이라고 확신한다고 말했다. 2023년 12월 주민투표에서 오클라호마시티 유권자들은 경기장 비용의 최소 8억 5천만 달러를 지불하기로 투표했으며, 30억 달러에 달하는 팀은 5천만 달러를 지불하기로 결정했다. 경기장 보조금 연구를 전문으로 하는 경제학 교수 J.C. 브래드버리는 이 합의에 대해 "지금까지 공개적인 입장에서 협상한 경기장 거래 중 최악"이라고 말했다

## 영구 결번
| 번호                | 이름      | 포지션      | 활동 기간     | 비고                           |
| ------------------- | --------- | ----------- | ------------- | ------------------------------ |
| 오클라호마시티 선더 |           |             |               |                                |
| 4                   | 닉 콜리슨 | 포워드/센터 | 2000년~2018년 | 빈칸                           |
| 6                   | 빌 러셀   | 센터        | 빈칸          | NBA 최초로 전 구단 영구결번됨. |

## 라이벌
- 멤피스 그리즐리스

## 같이 보기
- 털사 쇼크